# Pulseman
Pulseman är ett plattformsspel från 1994 till Mega Drive. Utvecklat av Game Freak och utgivet av Sega. Spelet släpptes endast i Japan men har nu gjorts tillgänglig på Virtual Console.